# Nissan 280 ZX
El Nissan 280 ZX, también conocido como Datsun 280 ZX, es un automóvil deportivo producido por el fabricante Nissan desde 1978 hasta 1983, fecha en la que Nissan dejó de producir coches bajo la marca Datsun. Era la evolución del Datsun 280Z de la generación S30. Se vendió desde finales de 1978, y que fue a su vez sustituido por el Nissan 300ZX en 1983, que era de concepción aerodinámica similar, pero más moderno.

## Características

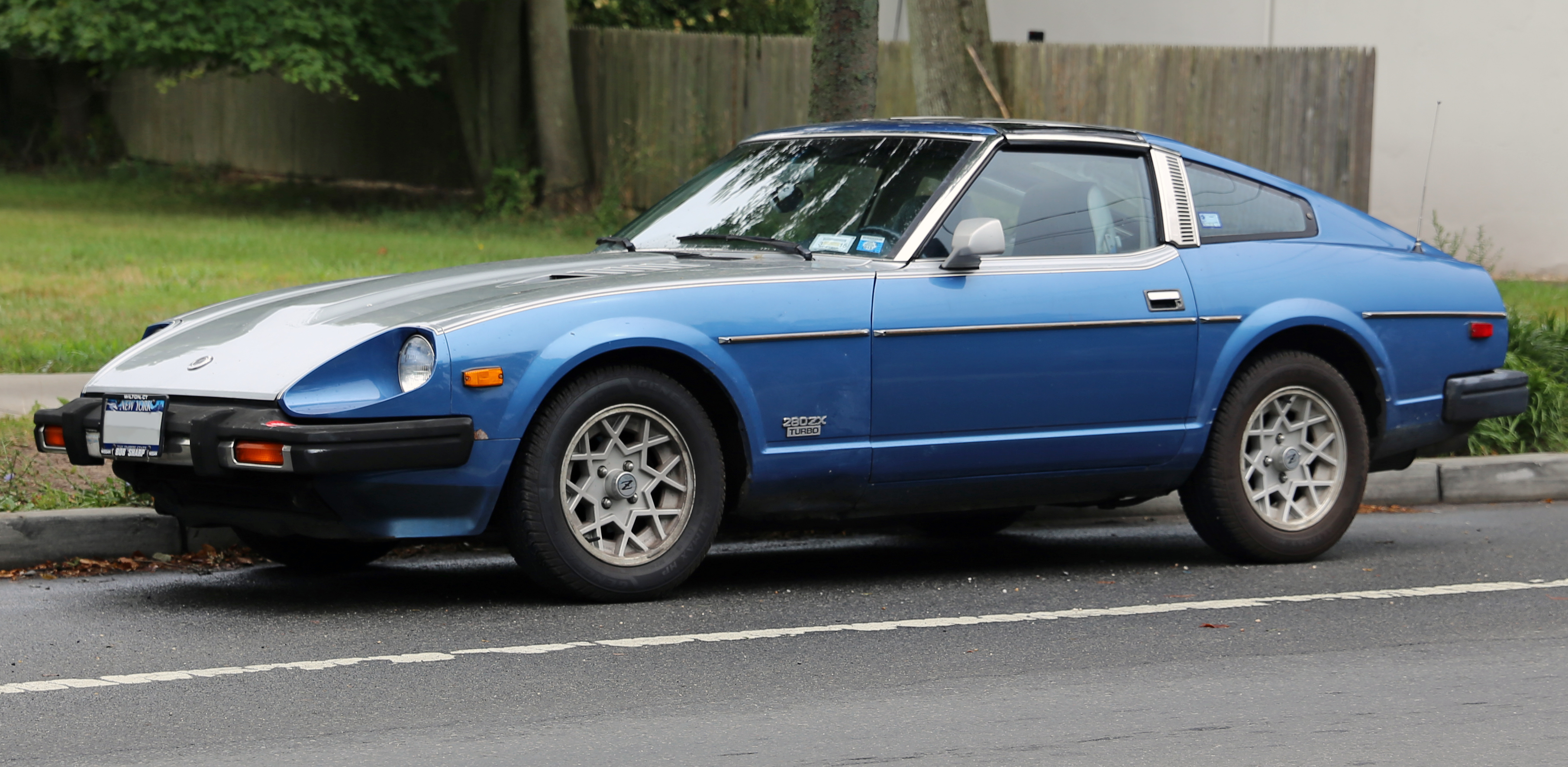
Datsun 280 ZX Turbo

El Datsun 280 ZX poseía un motor de seis cilindros en línea y 2800 cc que desarrollaba una potencia de 170 CV (125 kilovatios). El vehículo contaba con una inyección electrónica multipunto Bosch L-Jetronic, todo un avance para la época. Su sistema de inyección y catalizador tenían como objetivo cumplir con las restricciones de emisiones impuestas por Estados Unidos.
El vehículo contaba además con suspensión independiente, frenos de disco en las cuatro ruedas (delanteros ventilados) y embrague hidráulico. Algunos accesorios que incluía eran aire acondicionado, dirección asistida, elevalunas eléctricos (One Touch para el conductor), luneta térmica, equipo de audio Hitachi estéreo con cuatro altavoces y control de balance, relojes de presión y temperatura de aceite, voltímetro y amperímetro, entre otros.

## Modelos
El vehículo podía ser coupé o 2+2 (dos asientos delanteros y dos traseros), con o sin T-top (techo targa, rígido y desmontable parcialmente).
Además, en 1981 se presentó la versión Turbo, que desarrollaba 185 CV (136 kilovatios) y en 1983 se lanzó una versión con tablero digital.

## Competición
El Datsun 280 ZX fue un vehículo muy utilizado en Argentina para competiciones de automovilismo de velocidad. Tal es así, que en la década del '80, este automóvil fue utilizado para competir en la Clase 8 del Turismo Nacional, siendo Ernesto Bessone (Campeón en 1985 de la Clase 2) uno de sus pilotos y abanderados en esta clase.
En 1981, surgió la idea de crear una categoría diferente en el país y esto tuvo respuesta al año siguiente con la creación del Club Argentino de Pilotos, la cual fue una categoría monomarca que se desarrolló entre las décadas del '80 y '90, con la presencia de pilotos destacados del ambiente nacional. El modelo elegido para crear el parque automotor de la categoría fue el Datsun 280 ZX, del cual fue importado al país un lote de aproximadamente 35 autos, los cuales llegaron por medio de una gestión realizada por el excampeón de Turismo Carretera, Carlos Pairetti.
Hasta el día de hoy es utilizado para competir en la categoría Turismo Internacional de Argentina, peleando con automóviles modernos, como los Renault Megane sedan Fase 2.